# Edwin Congo
Edwin Arturo Congo Murillo (Bogotá, 7 de octubre de 1976) es un exfutbolista colombiano que también posee la nacionalidad española. Jugaba como delantero. Y militó en las filas del Once Caldas cuando fue fichado por Real Madrid C. F.

## Trayectoria
Debutó en el club Once Caldas y, en 1999, fue traspasado al Real Madrid C. F., de la Primera División de España, a cambio de cinco millones de euros. Esto lo convirtió en la segunda venta más cara de un equipo colombiano, después del fichaje de Víctor Hugo Aristizábal por el Valencia C. F. Pasó la temporada 1999-2000 cedido en el Real Valladolid C. F. y, la siguiente, en el Vitória de Guimarães y el Toulouse F. C. La temporada 2001-02 permaneció en el Real Madrid, si bien no jugó ningún partido. Al final de la misma se incorporó al Levante U. D., donde pasó cuatro temporadas.
En la temporada 2006-07 fichó por el Real Sporting de Gijón, donde anotó doce goles. El 25 de septiembre de 2007 fichó por el R. C. Recreativo de Huelva, quedando libre a final de la temporada 2007-08.
A continuación, formó parte del C. D. Olímpic, de Tercera División, de la U. D. Benissa, en categoría Preferente, y del Paiporta C. F., equipo que milita en la Primera Regional de Valencia. La fecha de su retirada fue el 13 de noviembre de 2011.

## Selección nacional

### Participaciones enCopas América
| Torneo                 | Sede                   | Resultado              | PJ | GA | Asis |
| ---------------------- | ---------------------- | ---------------------- | -- | -- | ---- |
| Copa América 1999      | Paraguay               | Cuartos de final       | 3  | 1  | 0    |
| Copa América 2004      | Perú                   | Cuarto lugar           | 2  | 1  | 0    |
| Total en Copas América | Total en Copas América | Total en Copas América | 5  | 2  | 0    |

### Participaciones enCopas Oro
| Copa Oro      | Sede           | Resultado  | PJ | GA | Asis |
| ------------- | -------------- | ---------- | -- | -- | ---- |
| Copa Oro 2000 | Estados Unidos | Subcampeón | 4  | 0  | 0    |

### Goles internacionales
| # | Fecha               | Lugar                               | Rival     | Gol | Resultado | Competición       |
| - | ------------------- | ----------------------------------- | --------- | --- | --------- | ----------------- |
| 1 | 22 de abril de 1999 | Estadio Feliciano Cáceres, Paraguay | Paraguay  | 0-1 | 0-2       | Amistoso          |
| 2 | 4 de julio de 1999  | Estadio Feliciano Cáceres, Paraguay | Argentina | 2-0 | 3-0       | Copa América 1999 |
| 3 | 12 de julio de 2004 | Estadio Mansiche, Perú              | Perú      | 0-1 | 2-2       | Copa América 2004 |

## Clubes
| Club                       | País     | Año       |
| -------------------------- | -------- | --------- |
| Once Caldas                | Colombia | 1995-1999 |
| Real Valladolid C. F.      | España   | 1999-2000 |
| Vitória de Guimarães       | Portugal | 2000-2001 |
| Toulouse F. C.             | Francia  | 2001      |
| Real Madrid C. F.          | España   | 2001-2002 |
| Levante U. D.              | España   | 2002-2006 |
| Real Sporting de Gijón     | España   | 2006-2007 |
| R. C. Recreativo de Huelva | España   | 2007-2008 |
| C. D. Olímpic              | España   | 2008-2009 |
| U. D. Benissa              | España   | 2009-2010 |
| Paiporta C. F.             | España   | 2011-2012 |

## Palmarés
| Título            | Equipo            | Sede    | Año     |
| ----------------- | ----------------- | ------- | ------- |
| Liga de Campeones | Real Madrid C. F. | Escocia | 2001-02 |

## Vida pública
Ha sido tertuliano en el programa español de televisión El chiringuito de Jugones.
En mayo de 2020 fue llamado a declarar por la policía española debido a un proceso de investigación sobre una red de tráfico de drogas, fue interrogado y posteriormente dejado en libertad sin cargos. 